# شاهدخت کاسوگا نو یامادا
شاهدخت کاسوگا نو یامادا (به ژاپنی: Princess Kasuga no Yamada) مرگ ۵۳۹ دختر امپراتور نینکین و همسر بیست و هفتمین امپراتور ژاپن، امپراتور آنکان اهل ژاپن بود.